# 武蔵野音楽大学の人物一覧
武蔵野音楽大学の人物一覧（むさしのおんがくだいがくのじんぶついちらん）は、武蔵野音楽大学に関係する人物の一覧記事。

## 著名な教職員

### 教員
五十音順

#### 器楽奏者
- 青山聖樹（オーボエ）
- 生沼晴嗣（ヴィオラ）
- 岡崎耕治（ファゴット）
- 金昌国（フルート）
- 木野雅之（ヴァイオリン）
- ケマル・ゲキチ（ピアノ）
- 高木綾子（フルート）
- 高橋美智子（マリンバ）
- 田中正大（ホルン）
- 山本正治（クラリネット）
- ロジャー・ボボ（チューバ）
- 吉原すみれ（打楽器）
- 深山尚久（ヴァイオリン）
- 黄原亮司（チェロ）

#### 声楽家
- エレナ・オブラスツォワ
- 佐藤美枝子
- 堀内康雄
- 松本美和子

#### 作曲家
- 川辺真
- 柳田孝義
- 大澤徹訓
- 横島浩
- 田村徹
- 成宮北斗

#### 音楽学者
- 楢崎洋子
- 三宅幸夫
- 諸石幸生（音楽評論）

#### その他
- 北原幸男 - 指揮者
- 栗山文昭 - 合唱指揮者
- 武藤康史 - 文学者
- 大内孝夫 - 進路指導・会計学講師

## 卒業生

### 政治家
- 奥田芙美代 - 参議院議員
- 和地仁美 - 東大和市長

### 軍人
- 船山紘良 - 第10代陸上自衛隊中央音楽隊長
- 菅原茂 - 第12代陸上自衛隊中央音楽隊長
- 武田晃 - 第13代陸上自衛隊中央音楽隊長

### 器楽演奏家
- 市田儀一郎 - ピアニスト、本学元教授、平成音楽大学教授
- 岩崎勇 - オーボエ奏者、京都市立芸術大学名誉教授 、徳島文理大学客員教授
- 谷池重紬子 - 二期会ピアニスト
- 坂戸真美 - オルガニスト
- 岡崎耕治 - ファゴット奏者、NHK交響楽団首席奏者
- 荻野昇 - トロンボーン奏者、東京交響楽団首席奏者
- 田中正大 - ホルン奏者、NHK交響楽団首席奏者、本学元教授、桐朋学園大学元教授
- 小島秀夫 - ヴァイオリニスト、元広島交響楽団コンサートマスター
- 井上聰 - ヴァイオリニスト、徳島文理大学名誉教授
- 田村るみ - ヴァイオリニスト、徳島文理大学講師
- 吉沢実 - リコーダー奏者
- 大見幸司 - フルート奏者、桜美林大学非常勤講師
- 沼野真弓 - ピアニスト
- 田辺誠 - ピアニスト
- 本田勇介 - ピアニスト
- 高田いちえ - ピアニスト
- 嶋崎雄斗 - 打楽器演奏家

### 声楽家
- 新垣勉
- 大西宇宙 - ジュリアード音楽院声楽科在籍
- 川上玲子 - 元徳島文理大学音楽学部教授
- 木下美穂子
- 小宮圭子 - 徳島文理大学音楽学部非常勤講師
- 片野坂栄子
- 佐藤美枝子 - チャイコフスキー国際コンクール女性声楽部門優勝
- 白井光子
- 杉尾登志光 - バリトン歌手、オペラ徳島理事長
- 高島宏子 - 四国大学教授、日本音楽教育振興協会理事
- 戸山英二 - カンツォーネ歌手
- 疋田博子 - 徳島文理大学短期大学部准教授
- 藤原フサヱ - 高松大学教授
- 松本美和子 - 本学特任教授
- 三戸大久

### 作曲家
- 石井歓
- 高田三郎
- 川辺真 - 本学教授
- 柳田孝義 - 文教大学教育学部教授
- 宮澤一人 - 徳島大学総合科学部教授
- 万城目正
- 横島浩
- 桑原研郎
- 八木澤教司
- 樽屋雅徳
- 高橋東悟
- 田村徹
- 蕭泰然
- 田村しげる
- 橋本一子
- アウター・リミッツ - プログレッシブ・ロック・バンド
- 木村真也

### 指揮者
- 大谷研二 - 活水女子大学音楽学部学術研究所教授
- 熊谷弘
- 斉田好男 - 神戸大学大学院人間発達環境学研究科教授
- 杉山直樹
- 高野秀峰
- 佐々木修 　（指揮者・プランナー）

### 歌手
- 中川順子 - 第5代目NHKうたのおねえさん
- 斉藤伸子 - 第11代目NHKうたのおねえさん
- 神崎ゆう子 - 第16代目NHKうたのおねえさん
- 茂森あゆみ - 第17代目NHKうたのおねえさん
- つのだりょうこ - 第18代目NHKうたのおねえさん
- かまだみき - NHK－BSうたのおねえさん
- 川田正子
- 大和田りつこ
- 平井英子
- 近江俊郎
- 中野忠晴
- 成底ゆう子
- 岡本敦郎
- 松平晃
- 安藤まり子
- 渡辺はま子
- 若山彰
- 倉橋ヨエコ
- 村上ゆき
- 藤澤ノリマサ
- 伊藤真澄
- 松阪ゆうき
- 池田綾子
- Cloe
- 染谷俊
- 吉岡しげ美

### 役者
- MISA
- 伊東恵里
- 宮寺智子
- 高垣彩陽
- 風祭ゆき
- 永井崇多宏

### アナウンサー
- 日野真 - 西日本放送
- 陸田陽子 - 北日本放送
- 神津栄子 - 元TBS
- 入田直子 - 元NHK
- 岩井理江 - 元NHK

### その他
- 島田夫妻 - 漫才コンビ、桜田ゆみ-日本サルスエラ協会代表理事
- 阿雅佐 - 西洋占星術師
- 小島章司 - フラメンコダンサー、日本フラメンコ協会理事長
- 井上恵 - アテネオリンピック日本代表・クレー射撃
- 杉浦博英 - ゲームクリエイター、モノリスソフト代表取締役社長
- 久邇邦昭 - 神社本庁統理、元伊勢神宮大宮司、旧皇族
- 秋山紀夫 - 吹奏楽指導者、日本吹奏楽指導者協会元会長
- 沼野雄司 - 音楽学者、桐朋学園大学教授
- 前田美子 - 教育者・合唱指導者
- 野中映 - 音楽学者、国立音楽大学教授

## 学位のないパルナソスエミネンス（特修科）のみ修了
- 江原啓之 - 和光大学人文学部芸術学科中退、スピリチュアル・カウンセラー
- 深見東州 - 同志社大学経済学部卒業、宗教団体ワールドメイト代表、みすず学苑代表